# Hoblík

Hoblování japonským hoblíkem Kanna

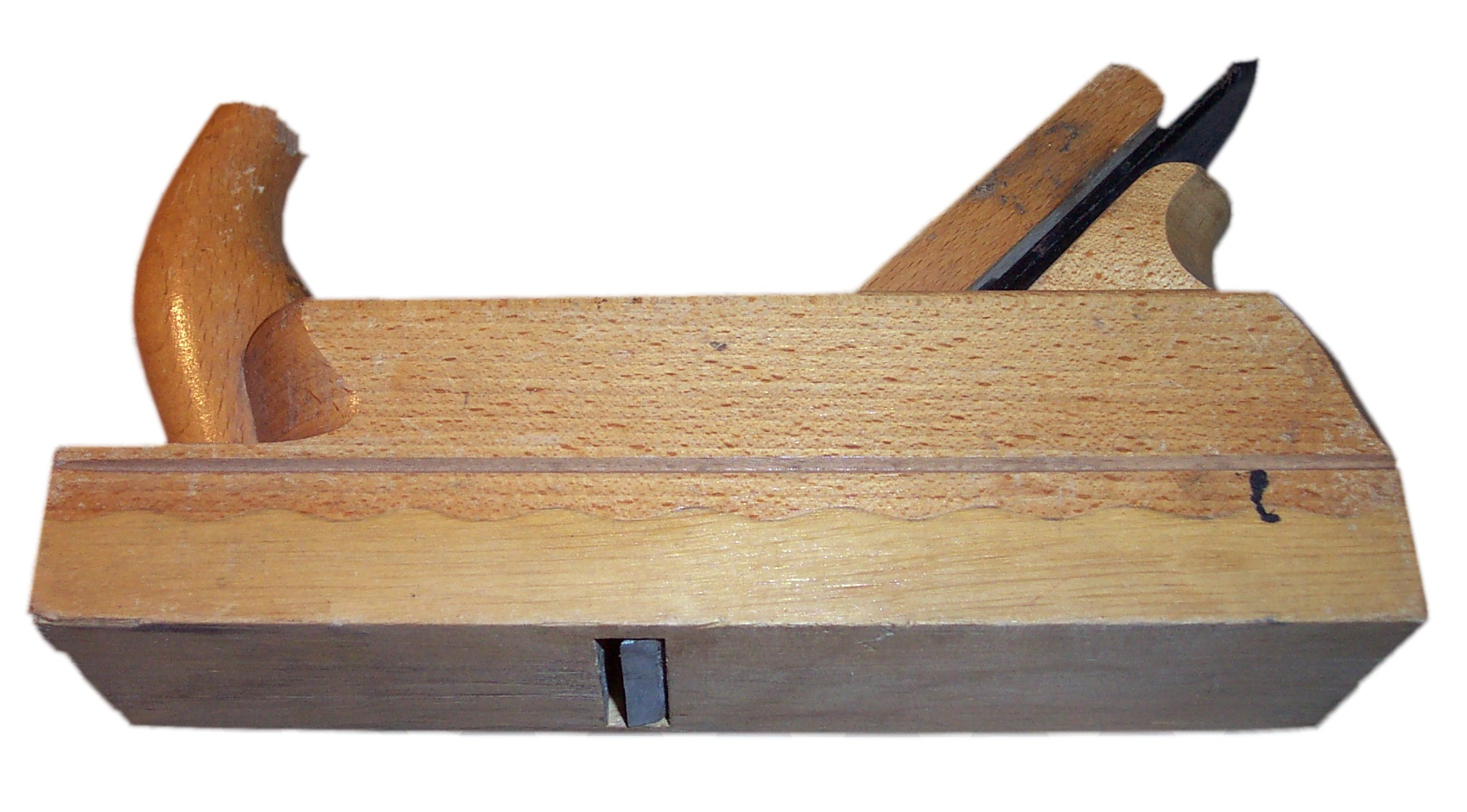
Pohled ze strany

Hoblík je truhlářský nástroj, sloužící k zarovnávání a vyhlazování povrchu dřeva. Tato činnost se nazývá hoblování.

## Ruční hoblík
Klasický hoblík se obvykle skládá z dřevěného těla ve tvaru hranolu, a do něj zapuštěného nože. Břit nože (zvaného želízko) vyčnívá několik desetin milimetru pod spodní rovinu hoblíku. Klouzavým pohybem hoblíku po povrchu dřeva odkrajuje nůž tenkou hoblinu. Na přední části větších hoblíků bývá rukojeť pro snazší uchopení.
Moderní ruční hoblíky jsou vyráběny z kovu. Proti dřevěným hoblíkům mají vyšší životnost i přesnost. Funkce je shodná s hoblíkem dřevěným.

### Názvosloví hoblíku
- lůžko – tělo hoblíku
- ústí – otvor, z něhož vyčnívá želízko
- kolík – přední rukojeť
- želízko – ocelová deska obdélníkového tvaru, z břitem na kratší straně. Ta odkrajuje hoblinu z povrchu opracovávaného dřeva
- klín – dřevěný klín, upevňující želízko v lůžku
- plaz – spodní plocha hoblíku, po níž se hoblík posunuje po opracovávaném dřevě
- klopka – speciální další želízko, přiložené shora k želízku, má stavitelnou polohu vůči želízku

### Druhy ručních hoblíků
Hoblíky se vyrábějí v různých provedeních a velikostech. Dělí se na typy pojmenované podle použití:
- hladík – krátký, se želízkem o sklonu 45° , pro hladké hoblování
- uběrák – želízko má zaoblený břit, pro rychlé hrubé hoblování.
- zubák – má vroubkované želízko téměř kolmé k plazu. Používal se k vytvoření vroubků na povrchu dřeva před klížením.
- klopkař – na prvním želízku je shora přiložena klopka. Umožňuje hladší hoblování.
- cidič – specializovaný druh hoblíku s klopkou, určený k hoblování spojů, hran, štípaných a zvlněných povrchů. Klopka má 0,5 mm tlustou hranu, která se nastavuje cca 0,5 mm za břit. O hranu se hobliny zlomí, a břit tak nemá snahu vytrhávat vlákna dřeva (co by u jednoduchého břitu na těchto površích hrozilo)
- macek – přibližně 60 cm dlouhý hoblík pro rovnání velkých desek
- člunkař – specializovaný hoblík na hoblování vykroužených částí. Jeho plaz není rovný, ale má tvar válcové výseče o požadovaném poloměru. U kovových člunkařů lze křivost plazu nastavovat, dřevěný člunkař má křivost dánu pevně opracováním plazu.

Další úzce specializované druhy:
- žlábkovec – určen k hoblování drážek v definované vzdálenosti od okraje desky
- polodražník – slouží k výrobě stupňovitě odsazených hran (polodrážek) například u dveří a oken. Může být obyčejný nebo posuvný
- římsovník – pro vytváření větších polodrážek
- okrajník – pro hoblování polodrážek napříč směrem let dřeva
- výžlabník – pro vytváření různých žlábků v profilu. Pro každý tvar žlábku muselo být speciální želízko.
- nástěnkář – pro hoblování boků drážek. Z čelního pohledu má tvar obráceného písmene T. To umožňuje vsunout jej bokem do drážky.
- kocour – pro dotváření drážek rybinového tvaru pro svlak
- svlakovník – pro vytváření rybiny u svlaku
- obloukář – pro vytváření obloukových profilů, například římsy, a kruhových profilů například oje, násady

## Tradice
Za časů monarchie a I. republiky se tradovalo[zdroj⁠?!], že dobrý truhlář se pozná podle hoblin. Když byly široké, dlouhé a tenčí než cigaretový papír, svědčily o dobrém truhláři. Nabroušení ostří hoblíku a seřízení záběru do materiálu vyžaduje značnou zručnost.

## Elektrický hoblík
V současné době je ruční hoblík většinou nahrazován elektrickým hoblíkem. Technicky se jedná o zmenšenou srovnávací frézku. Hoblovací vřeteno obsahuje zpravidla dva nože, případně malé čtvercové žiletky uspořádané do spirály. Otáčí se proti směru hoblování. Práce s elektrickým hoblíkem je jednodušší, než s klasickým hoblíkem.